# Concours de nouvelles de la revue Stop
Le concours de nouvelles de la revue Stop est un ancien concours littéraire lancé en 1989 pour promouvoir la création de nouvelles. Il était commandité par la Brasserie Belle-Gueule et était doté d’un prix de mille dollars ainsi que d’une caisse de 24 bières. Les jurys étaient recrutés parmi les jeunes auteurs de la relève d’alors.

## Lauréats
- 1989 - Robert Daneau
- 1990 - Pierre Karch
- 1991 - Marc Mamias (Marc O. Rainville)
- 1992 - Jean-François Boisvert
- 1993 - Jeanne Le Roy
- 1994 - Claude Mayrand
- 1995 - Pierre Kohler
- 1996 - Annie Trudelle
- 1997 - Anne Peyrouse